# Mauro Almeida
Mauro Alexandre de Silva Almeida (Viseu, 29 januari 1982) is een Portugees voormalig voetballer die als verdediger speelde.
Hij startte zijn carrière bij de Portugese voetbalclub FC Porto, waar hij niet in het eerste elftal kwam. Daarop vertrok hij naar Estrela Amadora, waar hij twee jaar onder contract stond. In januari 2004 vertrok Almeida naar FC Zwolle, waar hij anderhalf jaar speelde. Vervolgens ging hij spelen bij het Bulgaarse Vichren Sandanski waar zijn contract werd ontbonden. Kort daarop kwam hij terecht bij Accrington Stanley FC tijdens een trainingskamp in Spanje, dat werd gehouden in de winterstop. Aan het einde van het jaar vertrok Almeida weer bij Accrington Stanley FC. In augustus 2007 tekende hij een contract bij Swindon Town. Hij speelde alleen mee in een wedstrijd tegen Brentford FC in de Johnstone's Paint Trophy op 4 september.
Op 27 februari 2008 tekende Almeida bij het Ierse Sligo Rovers. In juni 2009 heeft hij zijn contract ingeleverd na een ernstige blessure. Na een half jaar revalideren kreeg hij een contract voor de rest van het seizoen. Hierin speelde hij nog 6 wedstrijden scoorde daarin 1 keer. Hij beëindigde zijn loopbaan nadat hij in Angola gespeeld had.